# Dieric Bouts

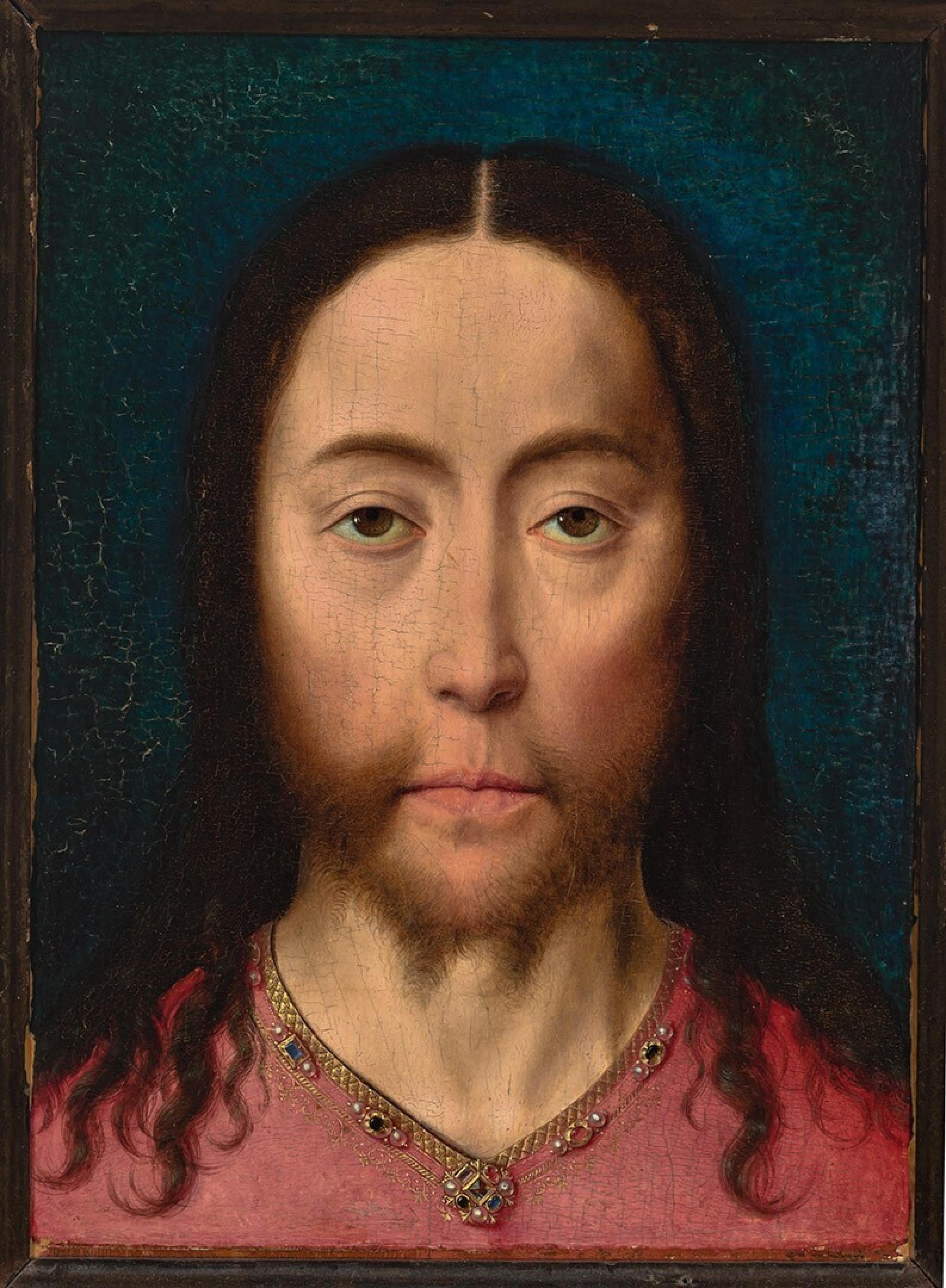
Salvator Mundi, Museum Boijmans Van Beuningen, Rotterdam

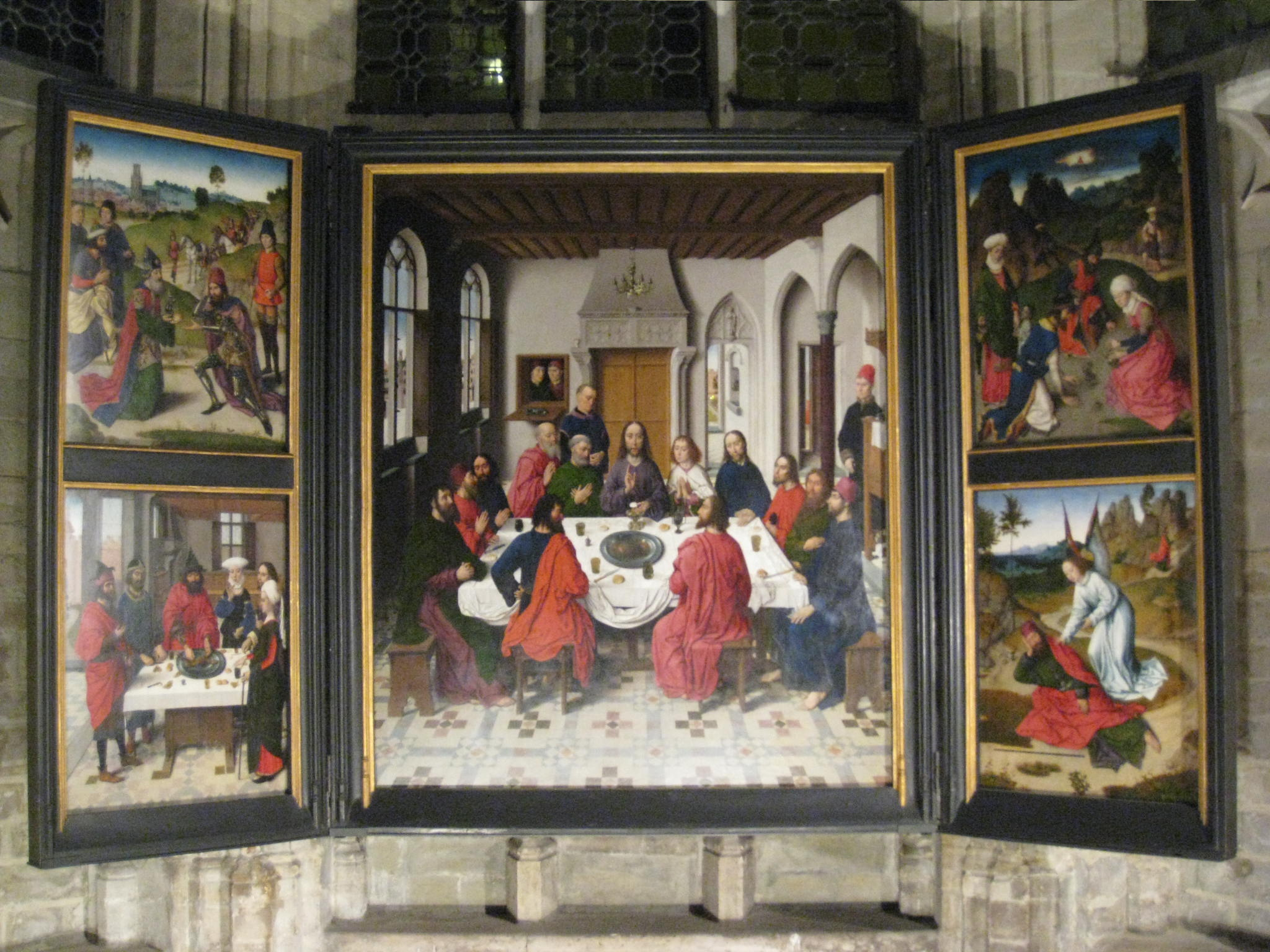
Altaarstuk van het Heilig Sacrament met het Laatste Avondmaal, Sint-Pieterskerk, Leuven

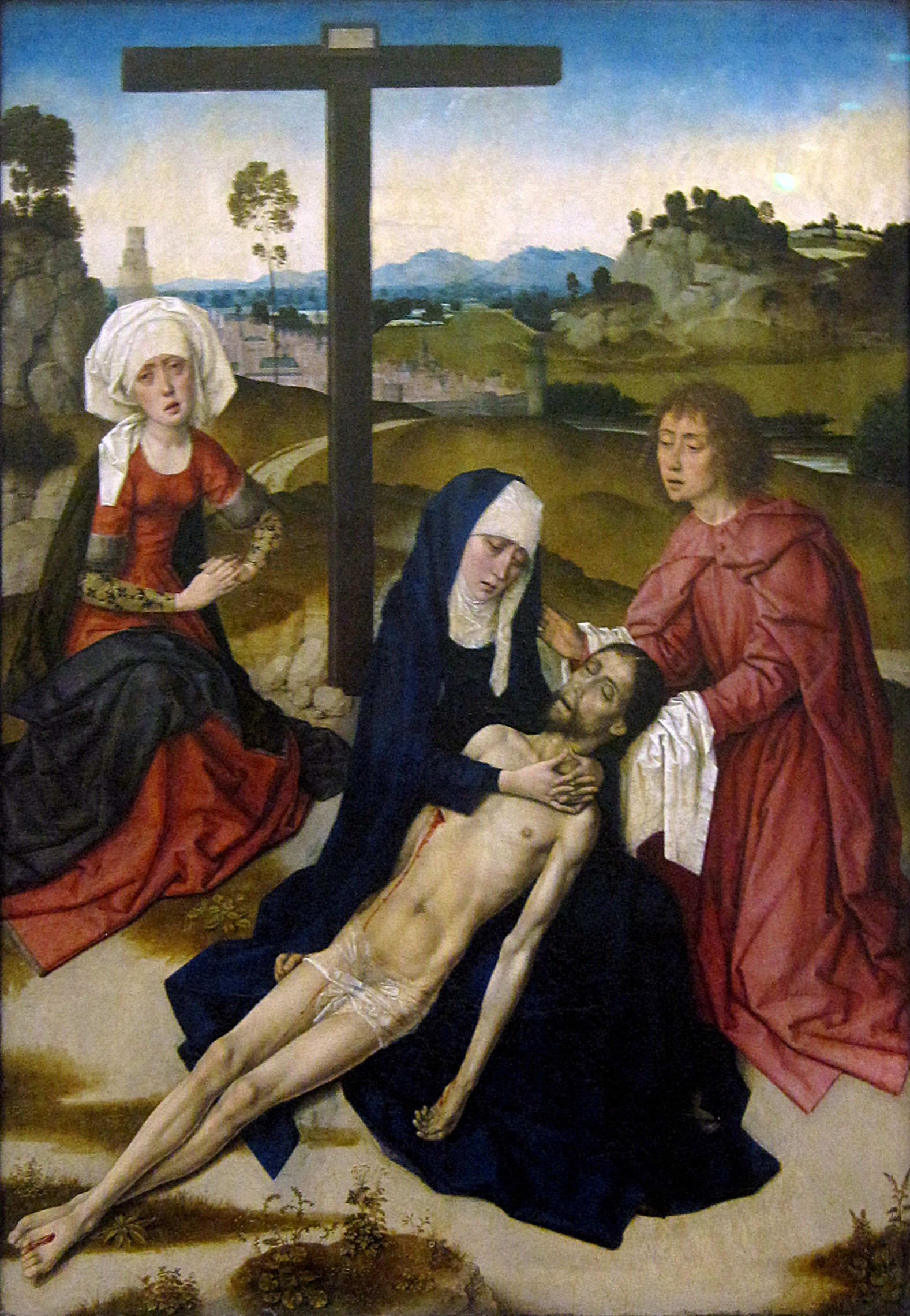
Bewening van Christus, Louvre, Parijs

Dieric Bouts of Dirk Bouts (?, ca. 1410 – Leuven, 6 mei 1475) was een 15e-eeuwse kunstschilder uit de Lage Landen, die wordt gerekend tot de Vlaamse Primitieven. Hij behoort met Petrus Christus en Hugo van der Goes tot de generatie kunstenaars die voortbouwden op het werk van Jan van Eyck en Rogier van der Weyden.

## Naam
De vorm "Dieric" is afkomstig van een kwitantie voor het Sacramentsaltaar in Bouts' eigen handschrift, die begint met "Ic Dieric Bouts ...". Daarom wordt deze vorm vaak als zijn echte of correcte naam beschouwd, hoewel in andere documenten uit zijn tijd ook andere schrijfwijzen werden gebruikt, zoals Dyeric, Dierick en Diericke.

## Biografie
Het vroege leven van Bouts is nauwelijks gedocumenteerd. De sterke invloed van Rogier van der Weyden maakt het waarschijnlijk dat Bouts zijn leerling was rond 1440. Bouts' schilderijen tonen ook zijn bekendheid met de werken van Jan van Eyck en Aelbert van Ouwater.
Hij vestigde zich in Leuven en trouwde er in 1448 met de rijke patriciërsdochter Catharina van der Brugghen uit Leuven. Bouts kreeg uit dit huwelijk vier kinderen. Zijn twee dochters gingen naar kloosters en zijn twee zonen werden schilders die het atelier van Bouts tot het midden van de 16e eeuw leidden. Er is weinig bekend over de oudste zoon, Dieric de jonge, hoewel hij lijkt te zijn doorgegaan in de stijl van zijn vader tot zijn vroege dood in 1491. De jongere broer, Aelbrecht (of Albert), deed hetzelfde, maar in een stijl die onmiskenbaar zijn eigen was. Zijn onderscheidende werk beïnvloedde de schilderkunst tot in de 16e eeuw.
Bouts werd benoemd tot stadsschilder van Leuven in 1472 en was welgesteld. Na het overlijden van zijn vrouw trouwde hij kort voor zijn dood in 1475 een tweede keer. Rond 1475 traden twee dochters van Dieric Bouts in het klooster in. Het waren Catharina en Gertrudis.
Bouts bezat een groot stenen huis met een tuin en een wijngaard in de Minderbroedersstraat in Leuven, waar hij woonde. Hij werd begraven vlakbij in de Minderbroederskerk. Minstens tot het begin van de zeventiende eeuw hingen in die kerk portretten van Bouts en zijn zoon Albrecht, wellicht als epitaaf.
Door de geschiedenis heen is er regelmatig verwarring opgetreden tussen Dieric Bouts en zijn tijdsgenoot Hubrecht Stuerbout (voor 1439 - 1483/1484). Dieric Bouts en Hubrecht Stuerbout waren op hetzelfde moment actief in Leuven, Bouts als stadschilder en Stuerbout als stadmeester-schilder.

## Schilderstijl
De kenmerken van Bouts' schilderwerk zijn:
- een sfeer van ingetogenheid, een stille wereld
- de figuren worden volledig opgenomen in het interieur of het landschap
- de figuren en de ruimte vormen een eenheid
- er is een evenwichtige en symmetrische compositie
- er is een verdwijnpunt, en Bouts was daarmee van de noordelijke schilders een van de eersten die dit toepaste

In de vijftiende eeuw was het streven van schilders om het "ware gezicht" van Jezus weer te geven sterk aanwezig. Bouts was een van de schilders die zich daarbij voor onder andere zijn Salvator Mundi baseerde op de beschrijving van Jezus in de brief van Lentulus. Hij volgde hierin het voorbeeld van Jan van Eyck.

## Oeuvre
Bouts' belangrijkste paneelschilderijen zijn:
- Christus in het huis van Simon de farizeeër, ca. 1446-1454, Gemäldegalerie, Berlijn
- Triptiek van de kruisafneming, ca. 1450-1458, Capilla Real, Kathedraal van Granada
- Triptiek van de Heilige Maagd, ca. 1452-1460, Museo Nacional del Prado, Madrid (+ atelier)
- Triptiek van de aanbidding der wijzen (Parel van Brabant), ca. 1454-1462, Alte Pinakothek, München (+ atelier)
- Salvator Mundi, ca. 1456-1464, Museum Boijmans Van Beuningen, Rotterdam
- Maria met Kind, ca. 1455-1460, Metropolitan Museum of Art, New York
- Maria met Kind, na 1461, National Gallery, Londen
- Portret van een man, gedateerd 1462, National Gallery, Londen
- Christus met doornen gekroond, ca. 1462, National Gallery, Londen
- Bewening, ca. 1460, Parijs, Louvre (+ atelier)
- Mozes en het brandende braambos, ca. 1460-1464, Philadelphia, Philadelphia Museum of Art (+ atelier)
- Kroning van Maria, ca. 1464, Wenen, Gemäldegalerie der Akademie der bildenden Künste (+ atelier)
- Triptiek met de marteldood van de heilige Erasmus, ca. 1460-1464, Sint-Pieterskerk, Leuven
- Altaarstuk van het Heilig Sacrament, 1464-1468, Sint-Pieterskerk, Leuven
- Zijluiken van een triptiek met het Laatste Oordeel, na 1468, Palais des Beaux-Arts, Lille
  - De uitverkorenen op weg naar de hemel
  - De val van de verdoemden
- Hoofd van Christus, na 1468, Nationalmuseum, Stockholm
- Ecce Agnus Dei, ca. 1469, Alte Pinakothek, München
- Maria met Kind en vier engelen, voor 1469, Capilla Real, Kathedraal van Granada
- Portret van een man, ca. 1470, Metropolitan Museum of Art, New York
- Triptiek met de marteldood van de heilige Hippolytus, ca. 1470-1479, Sint-Salvatorskathedraal, Brugge – door Bouts en atelier (middenpaneel en rechterluik) en Hugo van der Goes (linkerluik)
- De gerechtigheid van keizer Otto III, ca. 1471-1482, Koninklijke Musea voor Schone Kunsten van België, Brussel
  - De vuurproef
  - De onthoofding van de onschuldige graaf (na Bouts' overlijden voltooid door anderen)

Verder zijn vier werken op doek uit ca. 1450-1455 bewaard gebleven:
- Calvarie, Koninklijke Musea voor Schone Kunsten van België, Brussel
- Annunciatie, The J. Paul Getty Museum, Los Angeles
- Graflegging, National Gallery, Londen
- Verrijzenis, Norton Simon Museum, Pasadena

Op een veiling bij Christie's in New York op 29 oktober 2019 kochten de stad Leuven en museum M Leuven voor 126.000 euro een Man van smarten uit het atelier van Bouts. Het schilderij dateert uit circa 1470-1475 en is waarschijnlijk een kopie van een verloren gegaan origineel. De hoge kwaliteit van de kopie wijst erop dat deze wel onder supervisie van Bouts is uitgevoerd. De National Gallery in Londen bezit een ander exemplaar met dezelfde voorstelling, die later nog vaker werd herhaald door Bouts' zoon Albrecht.

## Trivia
- Het in 2010 gereed genomen Dirk Boutsgebouw in Leuven is naar hem vernoemd.
- In Leuven is er ook een Dirk Boutslaan, de vroegere Koning Albertstraat.
- Dieric Bouts is het hoofdpersonage van het hoorspel 'Dieric Dinges Bouts', een coproductie uit 2023 van Het Geluidshuis en M Leuven. Hij wordt vertolkt door acteur Robby Cleiren.